# Đội trưởng (bóng đá)

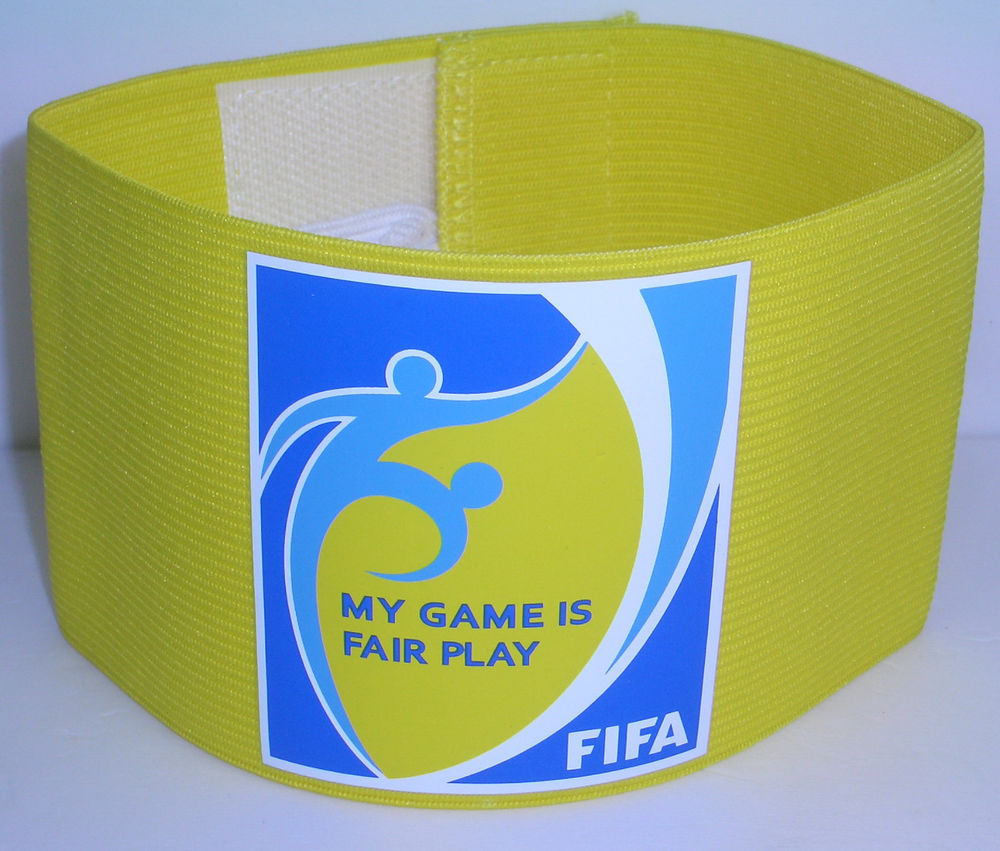
Chiếc băng đội trưởng, cùng với khẩu hiệu "My Game is Fair Play" của FIFA

Đội trưởng của một đội bóng đá, đôi khi gọi là thủ quân, là một thành viên được chọn làm đội trưởng trên sân của đội; họ thường là một trong những thành viên lớn tuổi hơn hoặc có kinh nghiệm hơn trong đội, hoặc một cầu thủ có thể ảnh hưởng lớn đến trận đấu hoặc có phẩm chất lãnh đạo tốt. Đội trưởng thường được xác định bằng cách đeo băng đội trưởng.

## Trách nhiệm

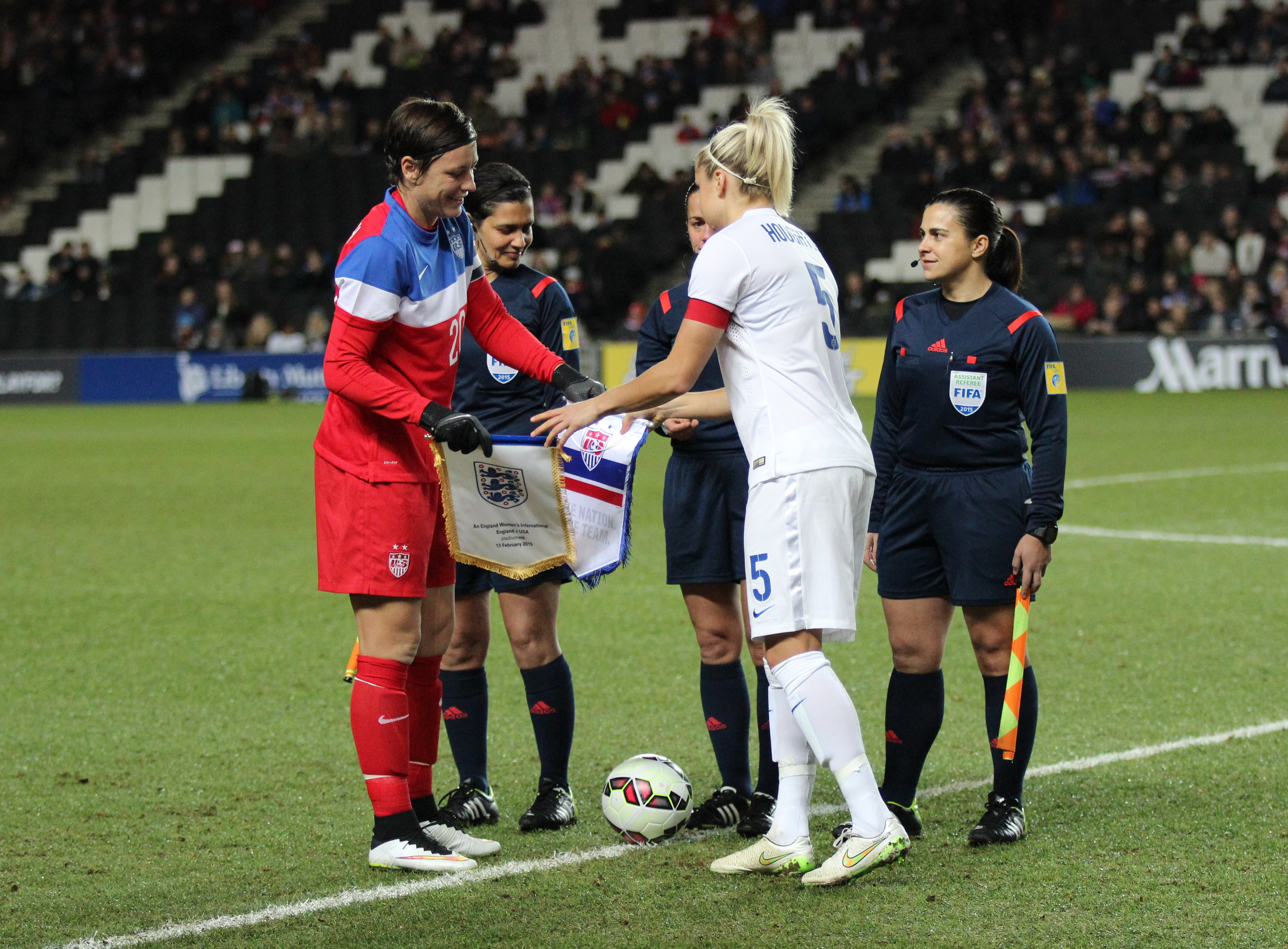
Đội trưởng Hoa Kỳ Abby Wambach (trái, áo đỏ) và đội trưởng Anh Steph Houghton (phải, áo trắng) bắt tay trước khi bắt đầu, 2015

Trách nhiệm chính thức duy nhất của đội trưởng được quy định bởi Luật trò chơi là tham gia tung đồng xu trước khi bắt đầu (để lựa chọn kết thúc hoặc bắt đầu) và trước loạt sút luân lưu. Trái ngược với những gì đôi khi được nói, đội trưởng không có thẩm quyền đặc biệt theo Luật để phản đối quyết định của trọng tài. Tuy nhiên, trọng tài có thể nói chuyện với đội trưởng của một bên về hành vi chung của bên đó khi cần thiết.
Tại một buổi lễ trao giải sau một trận đấu cố định như trận chung kết tranh cúp, đội trưởng thường dẫn đầu đội lên nhận huy chương. Bất kỳ chiếc cúp nào mà một đội giành được sẽ được nhận bởi đội trưởng, người cũng sẽ là người đầu tiên nâng nó lên. Đội trưởng cũng thường dẫn các đội ra khỏi phòng thay đồ khi bắt đầu trận đấu. Một đội trưởng cũng được giao nhiệm vụ điều hành phòng thay đồ.
Đội trưởng thường cung cấp một điểm tập hợp cho đội: nếu tinh thần xuống thấp, đội trưởng sẽ được coi là người sẽ thúc đẩy tinh thần của đội họ.
Đội trưởng có thể cùng với người quản lý quyết định mười một người bắt đầu cho một trò chơi nhất định. Trong bóng đá trẻ hoặc bóng đá giải trí, đội trưởng thường đảm nhận các nhiệm vụ mà ở cấp độ cao hơn sẽ được giao cho huấn luyện viên trưởng.

## Câu lạc bộ

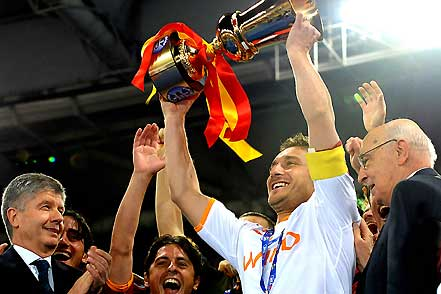
Francesco Totti, đội trưởng Roma, nâng cao danh hiệu Coppa Italia 2007–08

Một đội trưởng câu lạc bộ thường được bổ nhiệm cho một mùa giải. Nếu họ không có mặt hoặc không được chọn cho một trận đấu cụ thể, hoặc phải rời sân, thì đội phó của câu lạc bộ sẽ đảm nhận nhiệm vụ tương tự.
Đội trưởng của trận đấu là cầu thủ đầu tiên nâng cúp nếu đội giành được cúp, ngay cả khi họ không phải là đội trưởng của câu lạc bộ. Một ví dụ điển hình về điều này là trong trận Chung kết UEFA Champions League 1999 khi đội trưởng Peter Schmeichel nâng cao chiếc cúp cho Manchester United khi đội trưởng câu lạc bộ Roy Keane bị treo giò. Trong trận chung kết UEFA Champions League 2012, đội trưởng Frank Lampard (là đội phó) đã cùng nhau nâng cao chiếc cúp cho Chelsea với đội trưởng câu lạc bộ John Terry, người đã bị treo giò, nhưng được sự cho phép của UEFA.
Một câu lạc bộ có thể chỉ định hai vai trò riêng biệt: đội trưởng câu lạc bộ đại diện cho các cầu thủ trong vai trò quan hệ công chúng và phóng viên trên sân. Manchester United đã có cả hai loại đội trưởng này: Roy Keane là đội trưởng của câu lạc bộ trong và ngoài sân cỏ từ năm 1997 đến năm 2005 khi anh được đá chính thường xuyên ở đội 11 xuất phát, nhưng người kế vị của anh ấy là Gary Neville trong khi trên danh nghĩa là đội trưởng của câu lạc bộ từ năm 2005 đến 2010 đã có ít ra sân ở đội một vì chấn thương. Khi anh ấy vắng mặt, các cầu thủ khác (Rio Ferdinand hoặc đội phó Ryan Giggs) được chọn làm đội trưởng trên sân, chẳng hạn như năm 2008 (Ferdinand là đội trưởng khi anh ấy đá chính ở đội 11, trong khi Giggs là dự bị) và Chung kết UEFA Champions League 2009, tương ứng. Sau khi Neville giải nghệ vào năm 2011, cầu thủ thường xuyên đá chính Nemanja Vidić được bổ nhiệm làm đội trưởng câu lạc bộ.

### Đội phó

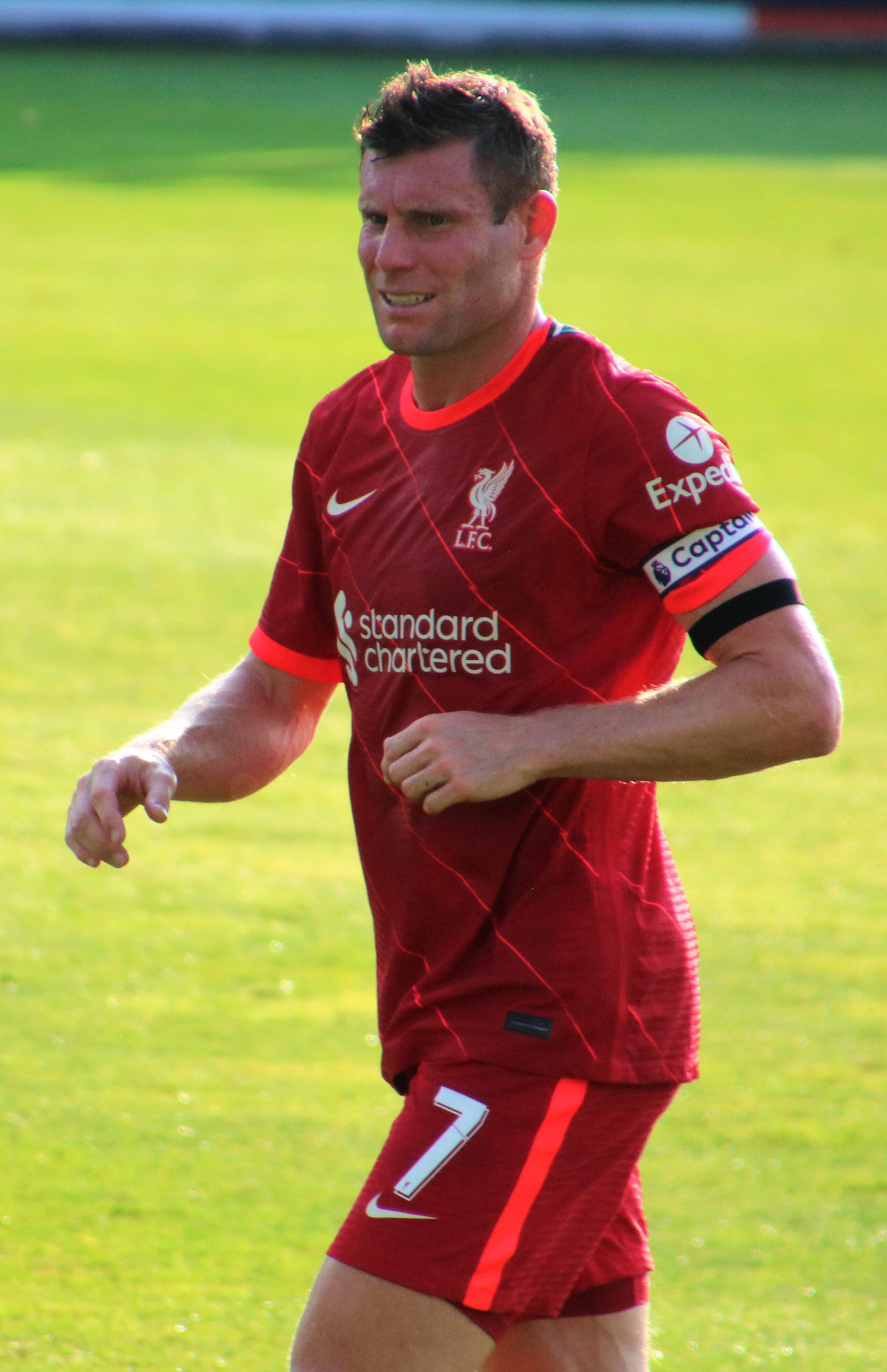
James Milner, đội phó của Liverpool. Như được mô tả trong ảnh, các đội phó đóng vai trò là đội trưởng của đội họ khi đội trưởng thông thường không có tên trong đội hình xuất phát hoặc nếu trong một trận đấu, đội trưởng bị thay ra hoặc bị đuổi khỏi sân.

Đội phó (hoặc trợ lý đội trưởng) là cầu thủ được cho là đội trưởng của đội khi đội trưởng của câu lạc bộ không có tên trong đội hình 11 người xuất phát, hoặc nếu trong một trận đấu, đội trưởng bị thay ra hoặc bị đuổi khỏi sân. Những ví dụ bao gồm Sergi Roberto tại Barcelona, Kevin De Bruyne tại Manchester City, Thomas Müller tại Bayern Munich và Nacho tại Real Madrid.
Tương tự, một số câu lạc bộ cũng bổ nhiệm đội trưởng thứ 3, đội trưởng thứ 4, thậm chí là đội trưởng thứ 5 để đảm nhiệm vai trò đội trưởng khi cả đội trưởng và đội phó đều vắng mặt. Các ví dụ bao gồm Jordi Alba là đội trưởng thứ 3 và Marc-André ter Stegen là đội trưởng thứ 4 của Barcelona, Luka Modrić là đội trưởng thứ 3 và Dani Carvajal là đội trưởng thứ 4 của Real Madrid, Virgil van Dijk là đội trưởng thứ 3 đội trưởng của Liverpool, Rúben Dias là đội trưởng thứ 3 của Manchester City và Marco Verratti với tư cách là đội trưởng thứ 3 của Paris Saint-Germain.

## Quốc tế
Tại FIFA World Cup 1986, khi Bryan Robson bị chấn thương và đội phó Ray Wilkins nhận thẻ đỏ treo giò hai trận, Peter Shilton trở thành đội trưởng của đội tuyển Anh trong phần còn lại của giải đấu.
Trong FIFA World Cup 2010 ở Nam Phi, Đức có ba đội trưởng. Michael Ballack là đội trưởng của đội tuyển quốc gia từ năm 2004, bao gồm cả thành công vượt qua vòng loại World Cup 2010, nhưng anh ấy đã không thi đấu ở giải đấu sau đó do chấn thương vào phút cuối. Philipp Lahm được bổ nhiệm làm đội trưởng ở Nam Phi, nhưng vì ốm khiến anh không thể tham dự trận đấu cuối cùng của Đức, Bastian Schweinsteiger đã chỉ huy đội trong trận tranh hạng ba đó. Lahm đã tuyên bố trong một cuộc phỏng vấn rằng anh ấy sẽ không từ bỏ băng đội trưởng khi Ballack trở lại, gây ra một số tranh cãi, vì vậy huấn luyện viên Oliver Bierhoff của đội làm rõ tình huống nói rằng "Philipp Lahm là đội trưởng World Cup và Michael Ballack vẫn là đội trưởng". Lahm cuối cùng đã trở thành đội trưởng lâu dài của Đức cho đến khi nghỉ hưu, vì Ballack không bao giờ được gọi vào đội tuyển quốc gia nữa.
Tại Euro 2020, Tây Ban Nha có ba đội trưởng. Sergio Ramos đã là đội trưởng của đội tuyển quốc gia từ năm 2016, bao gồm cả thành công ở vòng loại Euro 2020, nhưng anh ấy đã không thi đấu ở giải đấu sau đó vì chấn thương vào phút cuối. Sergio Busquets được bổ nhiệm làm đội trưởng, nhưng do anh ấy dương tính với COVID-19 khiến anh ấy không thể thi đấu, Jordi Alba đã chỉ huy đội cho trận đấu đó. Busquets đã tuyên bố trong một cuộc phỏng vấn rằng anh ấy sẽ không từ bỏ băng đội trưởng khi Ramos trở lại, điều này đã gây ra một số tranh cãi, vì vậy huấn luyện viên đội Luis de la Fuente làm rõ tình huống nói rằng "Sergio Busquets là đội trưởng Euro và World Cup và Sergio Ramos vẫn là đội trưởng". Busquets cuối cùng đã trở thành đội trưởng lâu dài của Tây Ban Nha cho đến khi anh ấy nghỉ hưu sau FIFA World Cup 2022, vì Ramos không bao giờ được gọi vào đội tuyển quốc gia nữa.